# Список концертных туров VIXX
Южнокорейская мужская группа VIXX совершили три концертных тура, общее название которых VIXX Live Fantasia. В 2014 году был проведен первый тур, под названием «Hex Sign», второй — «Utopia» в 2015 году и третий «Elysium» в 2016 году. Группа также провела четыре шоукейса, наиболее заметным из которых является их дебютный тур по выставке «The Milky Way Global Showcase», а также две встречи болельщиков.

## The Milky Way Global Showcase
| Туры VIXX                                                                    |                                                                               |
| Начало                                                                       | 20 октября 2013                                                               |
| Конец                                                                        | 17 ноября 2013                                                                |
| № шоу                                                                        | 1 В Малайзии 2 В Японии 1 В Швеции 1 В Италии 2 В США 1 В Южной Корее 8 Всего |
| Концертная хронология VIXX                                                   |                                                                               |
| - The Milky Way Global Showcase(2013) - VIXX Live Fantasia — Hex Sign (2014) |                                                                               |

Глобальный шоукейс Milky Way (стилизованный под VIXX Global Showcase «The Milky Way») является дебютным корейским шоу в прямом эфире. Тур, организованный Jazzy Group, проходил с 20 октября по 17 ноября 2013 года в Куала-Лумпуре, Осаке, Токио, Стокгольме, Милане, Далласе, Лос-Анджелесе и Сеуле.

## История
Тур был официально объявлен 23 августа 2013 года через официальное фан-кафе Даум. VIXX также представили короткое видео их тура, загруженное на их официальный канал в YouTube. Название «Milky Way» было посвящено фан-клубу (Starlights) всего мира, представляющие звезды, которых составляют всю галактику Млечного Пути. Шоукейс длился в течение двух месяцев, октября и ноября.

## Сет-лист
Этот сет-лист является репрезентативным для выступления на бис-шоу в Сеуле, Южная Корея, 17 ноября 2013 года.
Главный сет
1. «On and On»
2. «Light Up the Darkness»
3. «Hyde»
4. «Only U»
5. «In the Name of Love» (Соло Ken)
6. Hongbin & Hyuk stage (Специальная совмещенная сцена)
7. «껄렁껄렁» (Соло Ravi)
8. «Please» (Lee So-ra cover) (Соло Leo)
9. «LoveStoned» (Сольная танцевальная версия N)
10. «Voodoo Doll» (Предпросмотр)
11. «I Got a Boy + So Hot + 24 Hours» (Особая танцевальная сцена)
12. «Love Letter»
13. «Super Hero»
14. «Rock Ur Body»

Бис
1. «Hyde» (Акустическая ремикс-версия)
2. «G.R.8.U»

### Даты туров
| Дата            | Город        | Страна      | Место проведения                      |
| --------------- | ------------ | ----------- | ------------------------------------- |
| 20 октября 2013 | Куала Лумпур | Малайзия    | HGH Convention Centre                 |
| 23 октября 2013 | Осака        | Япония      | Osaka International Convention Centre |
| 25 октября 2013 | Токио        | Япония      | Nakano Sun Plaza                      |
| 2 ноября 2013   | Стокгольм    | Швеция      | Oscarsteatern                         |
| 3 ноября 2013   | Милан        | Италия      | LIVECLUB MILANO                       |
| 8 ноября 2013   | Даллас       | США         | Verizon Theatre                       |
| 10 ноября 2013  | Лос-Анджелес | США         | Club Nokia                            |
| 17 ноября 2013  | Сеул         | Южная Корея | Olympic Gymnastics Arena              |

### СМИ
Телевизионная трансляция
| Дата трансляции | Страна      | Канал   | Концерт                                                   |
| --------------- | ----------- | ------- | --------------------------------------------------------- |
| 20 ноября 2013  | Южная Корея | SBS MTV | VIXX 2013 Global Showcase «The Milky Way Finale in Seoul» |

## VIXX Live Fantasia — Hex Sign
VIXX Live Fantasia — Hex Sign, известное как VIXX Live Fantasia — это первый сольный концерт и мировое турне южнокорейской мальчиковой группы VIXX. Тур, выпущенный CJ E & M Music и Live и Jellyfish Entertainment, официально начался с первых трех концертов VIXX с 18 по 20 июля в Сеуле.
| Туры VIXX                                                                                           |                                                             |
| Старт                                                                                               | 18 июля 2014                                                |
| Конец                                                                                               | 14 сентября 2014                                            |
| № шоу                                                                                               | 3 В Южной Корее 2 В Японии 1 В Венгрии 1 В Польше 7 В целом |
| Концертная хронология VIXX                                                                          |                                                             |
| - The Milky Way Global Showcase (2013) - VIXX Live Fantasia — Hex Sign (2014) - VIXX US Tour (2014) |                                                             |

## История
Компанией VIXX 30 мая было объявлено: «VIXX проведет двухдневный сольный концерт VIXX Live Fantasia — Hex Sign 19 и 20 июля. VIXX также проведет сольные концерты в Японии и отправится в мировое турне».
Команда бизнес-контента из CJ E & M Music and Live (которая будет совместно продюсировать концерт с Jellyfish) заявила: "Представляя свой первый сольный концерт с момента дебюта, VIXX упорно трудились, чтобы представить визуальные эффекты и представления, которых он никогда не видел до того, как не будут показаны на трансляциях этапов. Поскольку группа отличается от других групп идолов концепциями вампиров или Джекила и Хайд, мы представим концерт, напоминающий один из фантастических миров за 150 минут".
В ответ на быстрых фанатов, которые в течение 9 минут схватили все билеты на предстоящий первый сольный концерт VIXX, VIXX представили еще одну дату на свой Сеульский концерт 18 июля, который был распродан в течение 10 минут. Приоритетные продажи билетов для официального фан-клуба VIXX начались на аукционе 9 июня в 8 вечера KST, и сообщалось, что сайт завис, когда фанаты бросились захватить 7000 билетов на каждую из двух концертных дат. В течение 9 минут билеты были распроданы. Согласно CJ E & M Music и Live 13-го числа, дополнительная дата концерта 18 июля также была распродана в течение 10 минут после продажи билетов, демонстрируя, сколько поклонников хотят увидеть в прямом эфире VIXX.

### Сет-лист
Этот сет-лист является репрезентативным для первых двух шоу, прошедших в Сеуле (Южная Корея) 18 и 19 июля 2014 года.
Главный сет
1. «Voodoo Doll»
2. «Secret Night»
3. «Hyde»
4. «Beautiful Killer»
5. «CHAOS»
6. «B.O.D.Y»
7. «Only U»
8. «Love, LaLaLa»
9. «A Cold Night» (Leo & Ken stage)
10. «Memory» {Ravi & Hyuk stage}
11. «Toxic» (N & Hongbin dance stage)
12. «Light Up the Darkness»
13. «Someday»
14. «Love Letter»
15. «Starlight»
16. «UUUUU»
17. «From Now On, You’re Mine»
18. «Rock Ur Body»
19. «Thank You for Being Born»

Бис
1. «Super Hero»
2. «G.R.8.U»

Бис 2
1. «On and On»
2. "Eternity

### Даты туров
| Дата             | Город    | Страна      | Место проведения          | Аудитория |
| ---------------- | -------- | ----------- | ------------------------- | --------- |
| 18 июля 2014     | Сеул     | Южная Корея | Seoul Olympic Hall        | 11,000    |
| 19 июля 2014     | Сеул     | Южная Корея | Seoul Olympic Hall        | 11,000    |
| 20 июля 2014     | Сеул     | Южная Корея | Seoul Olympic Hall        | 11,000    |
| 21 августа 2014  | Осака    | Япония      | Orix Theater              | 7,500     |
| 23 августа 2014  | Токио    | Япония      | Tokyo International Forum | 7,500     |
| 12 сентября 2014 | Будапешт | Венгрия     |                           |           |
| 14 сентября 2014 | Варшава  | Польша      | Progresja Music Zone      |           |

## VIXX US Tour
VIXX US Tour, известное как MUSICENKOR представляет: VIXX. Тур, организованный компанией Limelight Entertainment, состоялся 22 ноября и 23 ноября 2014 года в Чикаго в театре Star Plaza и в Нью-Йорке в Терминале 5.

## VIXX Live Fantasia — Utopia
| Тур VIXX                                                                                          |                                                                  |
| Старт                                                                                             | 28 марта 2015                                                    |
| Конец                                                                                             | 29 мая 2015                                                      |
| № шоу                                                                                             | 2 В Южной Корее 2 В Японии 1 На Филиппинах 1 В Сингапуре 6 Всего |
| Концертная хронология VIXX                                                                        |                                                                  |
| - VIXX US Tour(2014) - VIXX Live Fantasia — Utopia(2015) - VIXX Japan Live Tour — Depend On(2016) |                                                                  |

VIXX Live Fantasia — Utopia — второй сольный концерт и мировое турне южнокорейской мальчишеской группы VIXX. Тур, выпущенный CJ E & M Music и Live and Jellyfish Entertainment, официально стартовал с первых двух концертов VIXX с 28 и 29 марта в Сеуле на Олимпийской гимнастической арене.

### Сет-лист
Главный сет
1. Prologue: Missing Child
2. Opening: The Parade of Black X
3. «On and On»
4. «Voodoo Doll»
5. «Light Up the Darkness»
6. «Secret Night»
7. Bridge Performance: Surgery
8. «Cloning» (Hongbin Dance Solo)
9. «Ghost» (Ravi Solo)
10. «After Dark»
11. «Youth Hurts»
12. «Say U Say Me»
13. Lets Learn About Human Emotions VCR
14. «Call You Mine» (Jeff Bernat Cover) (Hyuk Solo)
15. «Rolling in the Deep» (Adele Cover) (Ken Solo)
16. «CHAOS»
17. «Time Machine»
18. «Rock Ur Body»
19. «Love Letter»
20. «Someday»
21. «Sad Ending»
22. Bridge Performance: Mother
23. «Words to Say» (Leo Solo)
24. «Self-Disunion» (N Dance Solo)
25. «Hyde»
26. «Beautiful Killer»
27. «Eternity»
28. Ending Video: End of the World
29. «Error»

Бис
1. «Starlight»
2. «Love Equation»
3. «From Now On, You’re Mine»
4. «G.R.8.U»

### Даты туров
| Дата           | Город    | Страна      | Место проведения             |
| -------------- | -------- | ----------- | ---------------------------- |
| 28 марта 2015  | Сеул     | Южная Корея | Olympic Gymnastics Arena     |
| 29 марта 2015  | Сеул     | Южная Корея | Olympic Gymnastics Arena     |
| 9 апреля 2015  | Иокогама | Япония      | Yokohama Arena               |
| 12 апреля 2015 | Кобе     | Япония      | Kobe World Memorial Hall     |
| 2 мая 2015     | Манила   | Филиппины   | Mall of Asia Arena           |
| 29 мая 2015    | Сингапур | Сингапур    | Max Pavilion, Singapore Expo |

### DVD
Live Recording концерта Utopia в Сеуле был выпущен на DVD 1 октября 2015 года. Он содержал два диска и имел субтитры на корейском, английском и китайском языках.
[1-й диск] VIXX LIVE FANTASIA UTOPIA : THE CONCERT
- Prologue: Missing Child
- Opening: The Parade of Black X
- 다칠 준비가 돼 있어
- 저주인형 (Voodoo Doll)
- 어둠 속을 밝혀줘 (Light Up The Darkness/Light Me Up)
- Secret Night
- Bridge Performance: Surgery
- Cloning (Hongbin Solo)
- Ghost (Ravi Solo)
- After Dark
- 청춘이 아파 (Youth Hurts)
- Say U Say Me
- Bridge Video: Feeling
- CHAOS
- Time Machine
- Rock Ur Body
- Love Letter
- Someday
- Sad Ending
- Bridge Performance: Mother
- 할 말 (Leo Solo)
- Self-Disunion (N Solo)
- hyde
- Beautiful Killer
- Eternity (기적)
- Ending Video: End of the World
- Error

[2-й диск] VIXX LIVE FANTASIA UTOPIA : SPECIAL FEATURES
- ENCORE STARLIGHT
- 이별공식 (Love Equation)
- 오늘부터 내 여자 (From Now On, You’re Mine)
- 대.다.나.다.너 (GR8U)

## 2016 VIXX Japan Live Tour — Depend On
| Тур VIXX                                                                     |               |
| Альбом                                                                       | Depend on Me  |
| Старт                                                                        | 24 марта 2016 |
| Конец                                                                        | 1 мая 2016    |
| № шоу                                                                        | 6 Всего       |
| Концертная хронология VIXX                                                   |               |
| - VIXX Live Fantasia — Utopia(2015) - VIXX Japan Live Tour — Depend On(2016) |               |

### Дата туров
| Дата          | Город    | Страна | Место проведения                           | Аудитория |
| ------------- | -------- | ------ | ------------------------------------------ | --------- |
| 24 марта 2016 | Осака    | Japan  | Orix Theater                               | TBA       |
| 25 марта 2016 | Осака    | Japan  | Orix Theater                               | TBA       |
| 28 марта 2016 | Фукуока  | Japan  | Zepp Fukuoka                               | TBA       |
| 2 апреля 2016 | Тоёхаши  | Japan  | Plaza Toyohashi                            | TBA       |
| 1 мая 2016    | Иокогама | Japan  | Pacifico Yokohama National Convention Hall | TBA       |

## VIXX Live Fantasia — Elysium
| Тур VIXX |                 |
| Старт    | 13 августа 2016 |
| Конец    | 14 августа 2016 |
| № шоу    | 2 В Южной Корее |

VIXX Live Fantasia — Elysium является третьим соло концертом в Южной Корееё.

### Главный сет-лист
1. «Chained Up»
2. «Light Up the Darkness»
3. «Secret Night»

Первый MENT (Представление)
1. «Spider»
2. «Maze»
3. «After Dark»
4. «Hot Enough»
5. «Bad Bye»

Второй MENT
1. Ken’s solo
2. Leo’s solo
3. «DamnRa» (Ravi’s solo)

VCR
1. «Fantasy»
2. «Love Me Do»
3. «Ain't No Sunshine» (Hongbin’s solo) (Bill Withers)
4. «Because I Love You» (Hyuk’s Solo) (Yoo Jaeha)
5. N’s solo Contemporary Dance
6. «My Light»
7. «Someday»
8. «Us Now»
9. «On and On»
10. «Voodoo Doll»
11. «Hyde»

Третий MENT
1. «Error»

Бис
1. «Eternity»
2. «Dynamite»
3. «Love Equation»
4. «Heaven»

### Даты тура
| Дата            | Город | Страна      | Место проведения                |
| --------------- | ----- | ----------- | ------------------------------- |
| 13 августа 2016 | Сеул  | Южная Корея | Olympic Park Gymnastics Stadium |
| 14 августа 2016 | Сеул  | Южная Корея | Olympic Park Gymnastics Stadium |

### DVD
Живая запись концерта Elysium в Сеуле была выпущена на DVD 7 марта 2017 года. Она содержала два диска и имела субтитры на корейском, английском и китайском языках.
[1-й диск] VIXX LIVE FANTASIA UTOPIA :: THE CONCERT
1. 사슬 (Chained Up)
2. 어둠 속을 밝혀줘 (Light Me Up)
3. Secret Night
4. Spider
5. MAZE
6. After Dark
7. Hot Enough
8. 손의 이별 (Badbye)
9. SOLO #1 [Ken] — 잠 못드는 밤에
10. SOLO #2 [Leo] — Trap
11. SOLO #3 [Ravi] — DamnRa
12. Fantasy
13. Love Me Do
14. SOLO #4 [Hongbin] — Ain’t No Sunshine
15. SOLO #5 [Hyuk] — 사랑하기 때문에
16. SOLO #6 [N] — Destroy humanity
17. My Light
18. Someday
19. 지금 우린 (Us Now)
20. 다칠 준비가 돼 있어 (On And On)
21. 저주 인형 (Voodoo Doll)
22. hyde

[2-й диск] VIXX LIVE FANTASIA Special Features ◼ VIXX LIVE FANTASIA ELYSIUM Part 2
1. Error
2. 기적 (Eternity)
3. 다이너마이트 (Dynamite)
4. 이별공식 (Love Equation)
5. Heaven

- CONCERT POSTER & VCR Making Film
- CONCERT Making Film
- VIXX LIVE FANTASIA ELYSIUM Multi Angle [Fantasy] N/ LEO/ KEN/ RAVI/ HONGBIN/ HYUK

## Шоукейсы

### VIXX
| Альбом                 | Дата               | Город              | Страна             | Место проведения      |
| Шоукейс Chained Up     | Шоукейс Chained Up | Шоукейс Chained Up | Шоукейс Chained Up | Шоукейс Chained Up    |
| ---------------------- | ------------------ | ------------------ | ------------------ | --------------------- |
| Chained Up             | 10 ноября 2015     | Сеул               | Южная Корея        | AX Korea              |
| Шоукейс тур Chained Up |                    |                    |                    |                       |
| Chained Up             | 8 декабря 2015     | Бейджин            | Китай              | N/A                   |
| Chained Up             | 13 декабря 2015    | Шанхай             | Китай              | N/A                   |
| Шоукейс Depend on Me   |                    |                    |                    |                       |
| Depend on Me           | N/A                | N/A                | Япония             | N/A                   |
| Шоукейс Zelos          |                    |                    |                    |                       |
| Zelos                  | 19 апреля 2016     | Сеул               | Южная Корея        | Lotte Card Art Center |
| Шоукейс Kratos         |                    |                    |                    |                       |
| Kratos                 | 31 октября 2016    | Сеул               | Южная Корея        | YES24 Live Hall       |

### VIXX LR
| Альбом                                                | Дата                           | Город                          | Страна                         | Место проведения                  |
| VIXX LR Beautiful Liar шоукейс                        | VIXX LR Beautiful Liar шоукейс | VIXX LR Beautiful Liar шоукейс | VIXX LR Beautiful Liar шоукейс | VIXX LR Beautiful Liar шоукейс    |
| ----------------------------------------------------- | ------------------------------ | ------------------------------ | ------------------------------ | --------------------------------- |
| Beautiful Liar                                        | 17 августа 2015                | Сеул                           | Южная Корея                    | Yes24 Muv Hall                    |
| VIXX LR 1-й живой шоукейс тур Beautiful Liar в Японии |                                |                                |                                |                                   |
| Beautiful Liar                                        | 6 января 2016                  | Нагоя                          | Япония                         | Nagoya Diamond Hall               |
| Beautiful Liar                                        | 10 января 2016                 | Токио                          | Япония                         | Toyosu PIT                        |
| Beautiful Liar                                        | 15 января 2016                 | Осака                          | Япония                         | Osaka Business Park circular hall |

## Фан-встречи
| Фан-встречи                                         | Дата                            | Город             | Место проведения                                    |
| --------------------------------------------------- | ------------------------------- | ----------------- | --------------------------------------------------- |
| 2014 VIXX Fan Meeting «Starry Night» in Taiwan      | 6 апреля 2014                   | Тайбэй, Тайвань   | Taiwan International Convention Center              |
| ST★RLIGHT One Star First Meeting                    | 30 августа 2014 (2 мероприятия) | Сеул, Южная Корея | SK Olympic Handball Gymnasium                       |
| VIXX 1st Fan Meeting in Japan ～ST★RLIGHT～         | 18 декабря 2014                 | Йокогама, Япония  | Pacifico Yokohama National Convention Hall          |
| VIXX «Wish You Be My Starlight» New Year Party 2015 | 4 января 2015                   | Бангкок, Тайлнд   | Chaengwattana Hall                                  |
| VIXX — The 1st Fan Party In Hong Kong               | 17 января 2015                  | Гонконг           | Kowloon Bay International Trade & Exhibition Centre |
| VIXXCHOOL — ST★RLIGHT 2nd Fan meeting               | 15 августа 2015 (2 мероприятия) | Сеул, Южная Корея | Kyung Hee University Peace Hall                     |
| VIXX KPOP CON in Toronto                            | 20 мая 2016                     | Торонто, Канада   | Metro Toronto Convention Centre                     |
| VIXX Live Show in Mexico City                       | 22 мая 2016                     | Мехико, Мексика   | El Plaza Condesa                                    |
| VIXX Live Show in Singapore                         | 29 мая 2016                     | Сингапур          | Megabox Convention Center                           |
| VIXXCHOOL CAMPUS — ST★RLIGHT 3rd Fan meeting        | 19 июня 2016                    | Сеул, Южная Корея | Olympic Gymnastics Arena                            |
| VIXX Live Show in Taiwan                            | 3 июля 2016                     | Тайбэй, Тайвань   | Taiwan International Convention Center              |
| VIXX Live&Meet in Europe — 1st Fan meeting          | 17 сентября 2016                | Милан, Италия     | Fabrique                                            |
| VIXX Live&Meet in Europe — 1st Fan meeting          | 18 сентября 2016                | Париж, Франция    | Le Comedia                                          |
| VIXX Fansign Meeting Feel Korea Kazakhstan          | 24 сентября 2016                | Астана, Казахстан | Kazakhstan Central Concert Hall                     |
| VIXX Live Show in Hong Kong 'THE UNDERWORLD'        | 18 февраля 2017                 | Гонконг           | Hong Kong Asian World Expo Hall 10                  |